# Quo citius rursum natura perempta resolvat da tua purganti membra cremanda rogo
Quo citius rursum natura perempta resolvat da tua purganti membra cremanda rogo è una locuzione latina che, tradotta letteralmente, significa «Lascia che un rogo purificatore porti a compimento la cremazione del tuo corpo, permettendo così alla natura di completare più rapidamente il suo corso».
La frase è scolpita su una epigrafe posta all’ingresso del Tempio Crematorio di Torino. Forse dettata da Ariodante Fabretti (umanista e fondatore della Società di cremazione di Torino), essa sintetizza la filosofia della cremazione, come pratica di destinazione del cadavere a seguito della morte. Il rapporto dell’uomo nei confronti del processo fisiologico della decomposizione del cadavere è stato sempre caratterizzato da disagio, sconcerto, ed intima ribellione, come un’offesa alla dignità dell’uomo oltre che un pericolo dal punto di vista igienico-sanitario.
Per questo la cremazione fu desiderata e viene vista come una volontaria accelerazione dei processi ossidativi naturali attraverso il fuoco, dal valore simbolico di purificazione.